# Coupe-circuit (espionnage)
Pour les articles homonymes, voir Coupe-circuit.
Dans le domaine de l'espionnage, un coupe-circuit est une personne ou un mécanisme s'interposant comme un maillon supplémentaire dans une chaîne de communication. Le coupe-circuit permet notamment d'éviter le contact direct entre deux individus et d'éviter que l'un des individus connaisse l'identité de l'autre personne en bout de chaîne. Le principe augmente l'anonymat et la sécurité des individus et est utilisé pour le cloisonnement des réseaux.
Selon Jérôme Poirot, la définition est :

« Un coupe-circuit est une personne ou un mécanisme s’interposant comme un maillon supplémentaire dans une chaîne de communication. Le coupe-circuit permet d’éviter une rencontre entre deux individus, d’éviter qu’ils puissent donner une description l’un de l’autre. Le principe du coupe-circuit augmente l’anonymat et la sécurité, et est employé pour le cloisonnement des réseaux. La mécanique du coupe-circuit est également utilisée pour protéger les relations entre un traitant et une source très sensible, par exemple une taupe dans le dispositif de renseignement adverse. »